# Fondation contre le Cancer
La Fondation contre le Cancer est une fondation d’utilité publique belge, reconnue par arrêté royal. Unique association vouée à la lutte contre le cancer en Belgique, sa mission est l'investissement dans la recherche scientifique liée au cancer.

## Histoire
La Ligue nationale belge contre le Cancer est fondée en 1924. Elle deviendra la Fondation contre le Cancer en 2004.
En février 2024, Bruno Colmant est annoncé comme successeur à Patricia Lanssiers à la direction générale (ad interim). Les co-présidents de la fondation sont les professeurs Pierre Coulie et Eric van Cutsem.

## Missions
La Fondation contre le Cancer se donne trois missions :
1. Financer la recherche scientifique ;
2. Soutenir la prévention contre le cancer ;
3. Soutenir les patients, leurs proches et les acteurs de terrain[4].

## Activités
En plus de son financement de projets scientifiques, la Fondation contre le Cancer organise également d'autres activités.

### Tabacstop
Tabacstop est un service gratuit offrant des informations sur la tabagisme et de l'aide pour arrêter de fumer. Tabacstop est lancé par la Fondation contre la Cancer en 2004.

### Baromètre belge du cancer
Lancé en 2021 en partenariat avec le support de Sciensano, de la Fondation Registre du Cancer et du Collège d’Oncologie, cette initiative vise à devenir un document de référence pour les professionnels de la santé.

### Prix de la Fondation contre le Cancer
Ce prix biennal vise à récompenser les "recherches sur la prévention primaire ou secondaire du cancer". En 2025, deux pris seront décernés, chacun d'une valeur de 5000€, à un lauréat francophone et à un candidat néerlandophone.